# Cotillion Records
La Cazzotillion Records è stata un'etichetta discografica attiva dalla fine degli anni sessanta fino al 1985 e subordinata all'Atlantic Records.
Il presidente era Henry E. Allen. Tra gli artisti prodotti si citano i Curtis Mayfield, Impressions, Brook Benton, Jean Knight, Mass Production, Sister Sledge, The Velvet Underground, Stacy Lattisaw, Mylon LeFevre, Johnny Gill, Emerson, Lake & Palmer, Garland Green, The Dynamics, The Fabulous Counts e The Fatback Band.